# Discografia da PC Music
A seguir está uma lista abrangente de lançamentos da gravadora de pop britânico e de música eletrônica PC Music.

## Lançamentos
| Ano  | Artista                                                        | Lançamento                                               | Tipo             | Data de lançamento | Cat. number |
| ---- | -------------------------------------------------------------- | -------------------------------------------------------- | ---------------- | --- | ----------- |
| 2013 | GFOTY                                                          | Bobby                                                    | Single[a]        | 25 de junho de 2013 | pc-s1       |
| 2013 | easyFun                                                        | easyFun EP                                               | EP               | 25 de junho de 2013 | pc-r1       |
| 2013 | Princess Bambi                                                 | Less Love More Sex                                       | Single[a]        | 23 de junho de 2013 | pc-s2       |
| 2013 | Dux Content                                                    | Like You                                                 | Single[a]        | 4 de julho de 2013 | pc-s3       |
| 2013 | Danny L Harle                                                  | Broken Flowers                                           | Single[a]        | 15 de julho de 2013 | pc-s4       |
| 2013 | A. G. Cook                                                     | Nu Jack Swung                                            | EP[a]            | 31 de julho de 2013 | pc-r2       |
| 2013 | Hannah Diamond                                                 | Pink and Blue                                            | Single           | 30 de outubro de 2013 | pc-s5       |
| 2013 | Dux Content                                                    | Lifestyle                                                | Álbum[a]         | 28 de novembro de 2013 | pc-r3       |
| 2014 | A. G. Cook com participação de Hannah Diamond                  | Keri Baby                                                | Single           | 14 de janeiro de 2014 | pc-s6       |
| 2014 | Maxo                                                           | Snow Other                                               | Single[a]        | 9 de fevereiro de 2014 | pc-s7       |
| 2014 | Hannah Diamond                                                 | Attachment                                               | Single           | 23 de abril de 2014 | pc-s8       |
| 2014 | Lipgloss Twins                                                 | Wannabe                                                  | Single           | 23 de abril de 2014 | pc-s9       |
| 2014 | A. G. Cook                                                     | Beautiful                                                | Single           | 4 de junho de 2014 | pc-s10      |
| 2014 | Tielsie                                                        | Palette                                                  | Single[a]        | 1 de julho de 2014 | pc-s11      |
| 2014 | GFOTY                                                          | Don't Wanna / Let's Do It                                | Single[a]        | 9 de julho de 2014 | pc-s12      |
| 2014 | Kane West                                                      | Western Beats                                            | EP               | 1 de setembro de 2014 | pc-r4       |
| 2014 | Thy Slaughter                                                  | Bronze                                                   | Single           | 3 de setembro de 2014 | pc-s13      |
| 2014 | Danny L Harle                                                  | In My Dreams                                             | Single           | 8 de outubro de 2014 | pc-s14      |
| 2014 | Lil Data                                                       | Sup                                                      | EP               | 22 de outubro de 2014 | pc-r5       |
| 2014 | Hannah Diamond                                                 | Every Night                                              | Single           | 24 de novembro de 2014 | PC001       |
| 2014 | Spinee                                                         | Pretty Green                                             | Single[a]        | 15 de dezembro de 2014 | pc-s15      |
| 2015 | A. G. Cook com participação de Hannah Diamond                  | Drop FM                                                  | Single           | 19 de fevereiro de 2015 | pc-s16      |
| 2015 | easyFun                                                        | Deep Trouble                                             | EP               | 26 de fevereiro de 2015 | pc-r6       |
| 2015 | Vários Artistas                                                | PC Music Volume 1                                        | Compilação       | 2 de maio de 2015 (Download digital, streaming) 17 de fevereiro de 2018 (Vinil duplo (primeira edição) 14 de dezembro de 2018 (CD, vinil duplo (segunda edição)      | PCVOL1      |
| 2015 | Dux Content                                                    | Snow Globe                                               | Single[a]        | 1 de junho de 2015 | pc-s17      |
| 2015 | Life Sim                                                       | IDL                                                      | Single           | 10 de setembro de 2015 | PC002       |
| 2015 | Hannah Diamond                                                 | Hi                                                       | Single           | 2 de novembro de 2015 | PC003       |
| 2015 | Danny L Harle                                                  | Broken Flowers                                           | EP               | 20 de novembro de 2015 | PC004       |
| 2015 | Chris Lee (Li Yuchun)                                          | Real Love / Only You                                     | Single           | 14 de dezembro de 2015 | PC005       |
| 2016 | GFOTY                                                          | VIPOTY                                                   | EP               | 29 de março de 2016 | PC006       |
| 2016 | Lipgloss Twins                                                 | Doodle                                                   | Single           | 14 de abril de 2016 | pc-s18      |
| 2016 | Danny L Harle com participação de Caroline Polachek            | Ashes of Love                                            | Single           | 6 de maio de 2016 | PC007       |
| 2016 | A. G. Cook                                                     | Superstar                                                | Single           | 13 de julho de 2016 | PC008       |
| 2016 | Danny L Harle com participação de Carly Rae Jepsen             | Super Natural                                            | Single           | 16 de agosto de 2016 | PC009       |
| 2016 | Hannah Diamond                                                 | Fade Away                                                | Single           | 7 de outubro de 2016 | PC010       |
| 2016 | felicita                                                       | a new family                                             | EP               | 21 de outubro de 2016 | PC011       |
| 2016 | GFOTY                                                          | Call Him A Doctor                                        | EP               | 25 de outubro de 2016 | pc-r7       |
| 2016 | EASYFUN com participação de Noonie Bao                         | Monopoly                                                 | Single           | 15 de novembro de 2016 | PC012       |
| 2016 | Vários Artistas                                                | PC Music Volume 2                                        | Compilação       | 18 de novembro de 2016 (Download digital, streaming) 17 de fevereiro de 2018 (Vinil duplo (primeira edição) 14 de dezembro de 2018 (CD, vinil duplo (segunda edição) | PCVOL2      |
| 2016 | Hannah Diamond                                                 | Make Believe                                             | Single           | 22 de dezembro de 2016 | PC013       |
| 2017 | felicita                                                       | ecce homo                                                | EP[a]            | 13 de março de 2017 | pc-r8       |
| 2017 | Danny L Harle com participação de Morrie                       | Me4U                                                     | Single           | 28 de abril de 2017 | PC014       |
| 2017 | Danny L Harle                                                  | 1UL                                                      | Single           | 10 de maio de 2017 | PC015       |
| 2017 | Danny L Harle com participação de Morrie                       | Me4U (A. G. Cook Remix)                                  | Remix            | 17 de maio de 2017 | PC014R      |
| 2017 | Danny L Harle                                                  | 1UL EP                                                   | EP               | 19 de maio de 2017 | PC016       |
| 2017 | Vários Artistas                                                | Month of Mayhem                                          | Compilação       | 28 de julho de 2017 (Download digital, streaming) 14 de dezembro de 2018 (Vinil duplo de picture discs)                                                              | PC017       |
| 2017 | GFOTY                                                          | Tongue                                                   | Single           | 19 de novembro de 2017 | PC018       |
| 2017 | GFOTY                                                          | GFOTYBUCKS                                               | Compilação       | 18 de novembro de 2017 (Download digital, streaming, zine + CD) | PC019       |
| 2017 | Hannah Diamond                                                 | Soon I won't see you at all                              | Mix[b]           | 13 de dezembro de 2017 | pc-r9       |
| 2018 | Tommy Cash                                                     | Pussy Money Weed                                         | Single           | 23 de janeiro de 2018 | PC020       |
| 2018 | Danny L Harle com participação de Clairo                       | Blue Angel                                               | Single           | 8 de fevereiro de 2018 | PC021       |
| 2018 | GFOTY                                                          | GFOTYBUCKS: RED CUPS                                     | EP de remixes    | 6 de abril de 2018 | PCR10       |
| 2018 | EASYFUN com participação de Iiris                              | Be Your USA                                              | Single           | 25 de maio de2018 | PC022       |
| 2018 | Tommy Cash                                                     | Little Molly                                             | Single           | 30 de maio de 2018 | PC023       |
| 2018 | felicita com participação de Caroline Polachek                 | marzipan                                                 | Single           | 3 de julho de 2018 | PC024       |
| 2018 | felicita                                                       | coughing up amber / shook                                | Single           | 26 de julho de 2018 | PC025       |
| 2018 | felicita                                                       | hej!                                                     | Álbum            | 3 de agosto de 2018 | PC026       |
| 2018 | Hannah Diamond                                                 | True                                                     | Single           | 16 de novembro de 2018 | PC027       |
| 2018 | umru                                                           | search result                                            | EP               | 23 de novembro de 2018 | PC028       |
| 2019 | Lil Data                                                       | Burnnn                                                   | Single           | 8 de fevereiro de 2019 | PC029       |
| 2019 | Lil Data                                                       | Folder Dot Zip                                           | Compilação       | 16 de fevereiro de 2019 (Download digital, streaming, álbum USB) | PC030       |
| 2019 | A. G. Cook                                                     | Lifeline                                                 | Single           | 28 de agosto de 2019 | PC031       |
| 2019 | Hannah Diamond & Danny L Harle                                 | Part Of Me                                               | Single           | 17 de setembro de 2019 | PC032       |
| 2019 | Planet 1999                                                    | Spell                                                    | Single           | 5 de setembro de 2019 | PC033       |
| 2019 | Hannah Diamond                                                 | Invisible                                                | Single           | 30 de outubro de 2019 | PC034       |
| 2019 | Hannah Diamond                                                 | Love Goes On                                             | Single           | 13 de novembro de 2019 | PC035       |
| 2019 | Hannah Diamond                                                 | Reflections                                              | Álbum            | 22 de novembro de 2019 (Download digital, streaming) 19 de dezembro de 2019 (vinil, vinil deluxe) 15 de novembro de 2020 (CD deluxe)                                 | PC036       |
| 2019 | Hannah Diamond                                                 | Reflections Instrumentals                                | Álbum[c]         | 22 de novembro de 2019 | —           |
| 2019 | Namasenda                                                      | 24/7                                                     | Single           | 3 de dezembro de 2019 | PC037       |
| 2020 | Planet 1999                                                    | Party                                                    | Single           | 22 de janeiro dd 2020 | PC038       |
| 2020 | Hannah Diamond com participação de Bladee                      | Love Goes On (Palmistry Remix)                           | Remix            | 20 de fevereiro de 2020 | PC035R      |
| 2020 | Planet 1999                                                    | Replay                                                   | Single           | 14 de fevereiro de 2020 | PC039       |
| 2020 | Planet 1999                                                    | Devotion                                                 | EP               | 6 de março de 2020 | PC040       |
| 2020 | Hannah Diamond                                                 | Reflections Remixes                                      | EP de Remixes    | 22 de abril de 2020 | PC036R      |
| 2020 | Namasenda                                                      | Dare AM                                                  | Single           | 29 de abril de 2020 | PC041AM     |
| 2020 | Namasenda                                                      | Dare PM                                                  | Single           | 29 de abril de 2020 | PC041PM     |
| 2020 | A. G. Cook                                                     | 7G                                                       | Álbum            | 12 de agosto de 2020 (Download digital, streaming) 7 de outubro de 2021 (CD)                                                                                         | PC042       |
| 2020 | A. G. Cook                                                     | Oh Yeah                                                  | Single           | 20 de agosto de 2020 | PC0APPLE1   |
| 2020 | A. G. Cook                                                     | Xxoplex                                                  | Single           | 3 de setembro de 2020 | PC0APPLE2   |
| 2020 | A. G. Cook                                                     | Beautiful Superstar                                      | Single           | 17 de setembro de 2020 18 de janeiro de 2021 (Vinil) | PC0APPLE3   |
| 2020 | A. G. Cook                                                     | Apple                                                    | Álbum            | 18 de setembro de 2020 (Download digital, streaming) 18 de janeiro de 2021 (Vinil)                                                                                   | PC0APPLE    |
| 2020 | Vários Artistas                                                | Appleville (Golden Ticket)                               | Compilação [c]   | 22 de setembro de 2020 | —           |
| 2020 | Vários Artistas                                                | Pop Crypt (Skeleton Key)                                 | Compilação [c]   | 1 de novembro de 2020 | —           |
| 2020 | Namasenda                                                      | Wanted                                                   | Single           | 12 de novembro de 2020 | PC043       |
| 2020 | caro♡                                                          | hide me here                                             | Single           | 25 de novembro de 2020 | PC044       |
| 2020 | Vários Artistas                                                | Pop Caroler’s Songbook                                   | Compilação[c]    | 1 de novembro de 2020 | —           |
| 2021 | Planet 1999                                                    | Devotion (Deluxe)                                        | EP               | 6 de janeiro de 2021 (Download digital, streaming) 14 de janeiro de 2021 (CD + comic)                                                                                | PC040D      |
| 2021 | caro♡                                                          | sad song 77                                              | Single           | 13 de janeiro de 2021 | PC045       |
| 2021 | Astra King                                                     | Silver                                                   | Single           | 5 de março de 2021 | PCX12       |
| 2021 | Namasenda                                                      | Wanted (Kamixlo Remix)                                   | Remix            | 9 de março de 2021 | PC043R      |
| 2021 | A. G. Cook                                                     | Today (Dream Mix)                                        | Single[a]        | 10 de março de 2021 | PCX13       |
| 2021 | A. G. Cook                                                     | Dream Logic                                              | Mix[a]           | 13 de março de 2021 | PCX14       |
| 2021 | Namasenda                                                      | Wanted (Remixes)                                         | EP de Remixes    | 22 de março de 2021 | PC043RR     |
| 2021 | A. G. Cook                                                     | Beautiful Superstar (EASYFUN Remix)                      | Remix            | 9 de abril de 2021 | PC0AXG1     |
| 2021 | A. G. Cook                                                     | Oh Yeah (Caroline Polachek Remix)                        | Remix            | 16 de abril de2021 | PC0AXG2     |
| 2021 | A. G. Cook                                                     | 2021 (umru Remix)                                        | Remix            | 22 de abril de 2021 | PC0AXG3     |
| 2021 | caro♡                                                          | heart in 2                                               | Single           | 23 de abril de 2021 | PC046       |
| 2021 | A. G. Cook                                                     | The Darkness (Remix) (com Sarah Bonito & Hannah Diamond) | Remix            | 29 de abril de 2021 | PC0AXG4     |
| 2021 | A. G. Cook                                                     | Xcxoplex (com Charli XCX)                                | Remix            | 6 de maio de 2021 | PC0AXG5     |
| 2021 | A. G. Cook                                                     | Being Harsh (Oklou Cover)                                | Remix            | 20 de maio de 2021 | PC0AXG6     |
| 2021 | A. G. Cook                                                     | Windows (No Rome Remix)                                  | Remix            | 27 de maio de 2021 | PC0AXG7     |
| 2021 | A. G. Cook                                                     | Apple vs. 7G                                             | Álbum de Remixes | 28 de maio de 2021 | PC0AXG      |
| 2021 | caro♡                                                          | over u                                                   | Single           | 1 de julho de 2021 | PC0CARO1    |
| 2021 | Namasenda com participação de La Zowi                          | Demonic                                                  | Single           | 22 de julho de 2021 | PC0NAMA1    |
| 2021 | caro♡                                                          | 20k feet under                                           | Single           | 5 de agosto de 2021 | PC0CARO2    |
| 2021 | Namasenda com participação de Mowalola                         | Banana Clip                                              | Single           | 19 de agosto de 2021 | PC0NAMA2    |
| 2021 | caro♡                                                          | Heartbeats/Heartbreaks                                   | Álbum            | 3 de setembro de 2021 (Download digital, streaming) 4 de abril de 2022 (Vinil)                                                                                       | PCMCARO1    |
| 2021 | Hyd                                                            | No Shadow                                                | Single           | 9 de setembro de 2021 | PC0HYD1     |
| 2021 | Namasenda com participação de Joey LaBeija                     | Finish Him                                               | Single           | 16 de setembro de 2021 | PC0NAMA3    |
| 2021 | Hyd                                                            | Skin 2 Skin                                              | Single           | 24 de setembro de 2021 | PC0HYD2     |
| 2021 | umru com participação de Tommy Cash & 645AR                    | check1                                                   | Single           | 1 de outubro de 2021 | PC0UMRU1    |
| 2021 | Namasenda                                                      | No Regrets                                               | Single           | 7 de outubro de 2021 | PC0NAMA4    |
| 2021 | Hyd                                                            | The Look On Your Face                                    | Single           | 14 de outubro de 2021 | PC0HYD3     |
| 2021 | Namasenda                                                      | Unlimited Ammo                                           | Mixtape          | 28 de outubro de 2021 (Download digital, streaming) junho de 2022 (Vinil)                                                                                            | PCMNAMA1    |
| 2021 | Hyd                                                            | Hyd                                                      | EP               | 5 de novembro de 2021 (Download digital, streaming) 19 de novembro de 2021 (Vinil)                                                                                   | PCMHYD1     |
| 2021 | caro♡                                                          | 20k feet under (Petal Supply Remix)                      | Remix            | 25 de novembro de 2021 | –           |
| 2021 | caro♡                                                          | marseille (Simili Gum Remix)                             | Remix            | 25 de novembro de 2021 | –           |
| 2021 | caro♡                                                          | heart in 2 (Cecile Believe Remix)                        | Remix            | 16 de dezembro de 2021 | –           |
| 2021 | caro♡                                                          | over u (Himera Remix)                                    | Remix            | 16 de dezembro de 2021 | –           |
| 2021 | caro♡                                                          | Live at Pop Crypt                                        | EP               | 30 de dezembro de 2021 | PCMCARO2    |
| 2022 | caro♡                                                          | Heartbeats/Heartbreaks Remixes                           | EP de Remixes    | 6 de janeiro de 2022 | PCMCARO1R   |
| 2022 | AFK                                                            | AFK                                                      | Single           | 13 de janeiro de 2022 | PC0Ö1       |
| 2022 | umru com participação de Petal Supply & Rebecca Black          | heart2                                                   | Single           | 20 de janeiro de 2022 | PC0UMRU2    |
| 2022 | Hyd                                                            | Into My Arms                                             | Single           | 26 de janeiro de 2022 | PC0HYD5     |
| 2022 | Ö                                                              | Good Things on the Way                                   | Single           | 11 de fevereiro de 2022 | PC0Ö2       |
| 2022 | umru com participação de Tony Velour, Fraxiom & Hannah Diamond | all i need                                               | Single           | 18 de fevereiro de 2022 | PC0UMRU3    |
| 2022 | Hannah Diamond                                                 | Staring at the Ceiling                                   | Single           | 25 de fevereiro de 2022 | PC0HD1      |
| 2022 | Ö                                                              | Hypernormality                                           | EP               | 11 de março de 2022 | PCMÖ1       |
| 2022 | umru                                                           | comfort noise                                            | EP               | 25 de março de 2022 | PCMUMRU1    |
| 2022 | Planet 1999                                                    | crush                                                    | Single           | 31 de março de 2022 | PC0PLNT1    |
| 2022 | Namasenda                                                      | Unlimited Ammo : Infinity                                | Álbum de Remixes | 8 de abril de 2022 | PCMNAMA1R   |
| 2022 | EASYFUN                                                        | Audio                                                    | Single           | 21 de abril de 2022 | PC0EASY1    |
| 2022 | felicita com participação de Kero Kero Bonito                  | Cluck                                                    | Single           | 13 de maio de 2022 | PC0FEL1     |
| 2022 | Vários Artistas                                                | PC Music Volume 3                                        | Compilação       | 13 de maio de 2022 (Download digital, streaming) 20 de junho de 2022 (CD) 1 de agosto de 2022 (Vinil duplo)                                                          | PCMVOL3     |
| 2022 | Planet 1999                                                    | dune                                                     | Single           | 26 de maio de 2022 | PC0PLNT2    |

Notas
Todos os lançamentos estão disponíveis em serviços de streaming, exceto os seguintes com essas notações:
- ↑[a]  significa um lançamento exclusivo do SoundCloud
- ↑[b]  significa um lançamento exclusivo do Youtube
- ↑[c]  significa um lançamento exclusivo do Bandcamp